# Al-Ettifaq Club
El Al-Ettifaq (en árabe: نادي الاتفاق لكرة القدم‎, romanizado: nadi alaitifaq likurat alqadami, lit. 'Club de fútbol Al Ittifaq') es un club de fútbol de Arabia Saudita fundado en 1944 en la ciudad de Dammam. Ha ganado en 2 ocasiones el campeonato local 1983 y 1987. Actualmente juega en la Liga Profesional Saudí primera división de Arabia.
Fue fundado tras la fusión de 3 equipos de la ciudad de Dammam en 1944 y el nombre 'Ittifaq' en árabe significa cooperación.
Es conocido por ser el primer equipo de Arabia Saudita en ganar un título internacional, la Liga de Campeones Árabe en 1984 y de ser el primer campeón invicto de la Primera División de Arabia Saudita y el primer equipo de Arabia Saudita en ganar la Copa de Clubes Campeones del Golfo, contabilizando 13 títulos diferentes.

## Palmarés

### Torneos nacionales (8)
- Primera División de Arabia Saudita - (2): 1983,[1] 1987[1]
- Copa del Príncipe de la Corona Saudí - (1) : 1965
- Copa del Rey de Campeones - (2) : 1968, 1985
- Copa de la Federación Saudi - (3) : 1991, 2003, 2004

### Torneos Regionales (5)
- Liga de Campeones Árabe - (2) : 1984, 1988
- Copa de Clubes Campeones del Golfo - (3) : 1983, 1988, 2006

## Participación en competiciones de la AFC
- Liga de Campeones de la AFC: 3 apariciones

2009 - Octavos de final
2012 - Octavos de final
2013 - Fase de grupos
- Copa AFC: 1 aparición

2012 - Semifinal

## Entrenadores
| Periodo                         | Nombre              | Notas                                                                        |
| ------------------------------- | ------------------- | ---------------------------------------------------------------------------- |
| 1944–75                         |                     |                                                                              |
| 1976–78                         | Khalil Al-Zayani    |                                                                              |
| 1979–80                         |                     |                                                                              |
| 1980–84                         | Khalil Al-Zayani    | Coincide con la etapa más gloriosa del equipo (4 títulos).                   |
| 1986–1990                       | Khalil Al-Zayani    | Ganó 3 títulos.                                                              |
| 1990–1991                       | Procópio Cardoso    |                                                                              |
| 1991–1993                       |                     |                                                                              |
| Julio de 1993–junio de 1995     | Wojciech Łazarek    |                                                                              |
| 1994–1996                       | Khalil Al-Zayani    |                                                                              |
| 1996–1997                       |                     |                                                                              |
| 1997                            | João Francisco      |                                                                              |
| 1997–99                         |                     |                                                                              |
| 1999–00                         | Khalil Al-Zayani    |                                                                              |
| 2001–03                         | Carlos Esposito     |                                                                              |
| Enero de 2004–diciembre 04      | Steve Kean          |                                                                              |
| 2005–06                         | Ednaldo Patricio    |                                                                              |
| 2006–2007                       | Ammar Al-Suwayeh    | Ganador de la Copa de Clubes Campeones del Golfo (2006).                     |
| Julio de 2007–junio de 2008     | Toni Oliveira       | Finalista de la Copa de Clubes Campeones del Golfo (2007).                   |
| Enero de 2009–junio de 2009     | Ioan Andone         | La mejor actuación del equipo en la AFC Champions League (Octavos de final). |
| Octubre de 2009–marzo de 2010   | Ion Marin           |                                                                              |
| Marzo de 2010–diciembre de 2011 | Faryd Dietz         |                                                                              |
| Enero de 2012–abril de 2012     | Branko Ivanković    |                                                                              |
| 2012                            | Alain Geiger        |                                                                              |
| Septiembre de 2012–mayo de 2014 | Maciej Skorża       |                                                                              |
| Mayo de 2014-febrero de 2015    | Beñat San José      |                                                                              |
| 2015                            | Gheorghe Mulțescu   |                                                                              |
| 2015-2016                       | Reinhard Stumpf     |                                                                              |
| 2016                            | Eelco Schattorie    |                                                                              |
| 2016-2017                       | Juan Carlos Garrido |                                                                              |
| 2017                            | Miodrag Ješić       |                                                                              |
| 2017-2018                       | Saad Al Shehri      |                                                                              |
| 2018                            | Leonardo Ramos      |                                                                              |
| 2018-2019                       | Sergio Piernas      |                                                                              |
| 2019                            | Hélder Cristóvão    |                                                                              |
| 2019-2021                       | Khaled Al Atwi      |                                                                              |
| 2021-2022                       | Vladan Milojevic    |                                                                              |
| 2022                            | Patrice Carteron    |                                                                              |
| 2023                            | Antonio Cazorla     |                                                                              |
| 2023-2025                       | Steven Gerrard      |                                                                              |
| 2025-                           | Saad Al-Shehri      |                                                                              |

## Futbolistas destacados
| - Abdulaziz Al-Dossary - Abdullah Saleh Al-Dossary - Eissa Khalifa Al-Dossary - Mubarak Al-Dossary - Saleh Khalifa Al-Dossary - Fouad Al-Moqahwy - Jamal Al-Rowaished - Marwan Al-Shiha - Khalil Ibrahim Al-Zayani - Khaled Alsemari - Omar Bakhashwain - Saleh Basheer - Salman Hamdan - Sadoun Hmoud - Jamal Mohammed - Abdullah Yahya - Abdulrahman Alqahtani - Khaled Al Semari | - Khalifa Ayil - Fawzi Bashir - Hassan Mudhafar - Lee Jung-Ho - Paulo Da Silva - Salibu Traore - André Neles - Yaw Preko - Prince Tagoe - Rabie Al-Oufi - Abdulatiif Garango - Younes Minqari - Ousmane N'Doye - Mohamed Robis - Wajeeh Al Saqr - Cristian Dănălache - Radu Neguţ - Dorel Stoica | - Richie Hart - Sebastián Tagliabué - Bruno Lazaroni - Carlos - José Luis Garcés - Roger Rojas - Jeremiah White |